# Redmarley D'Abitot
Redmarley D'Abitot é uma paróquia e aldeia de Forest of Dean, no condado de Gloucestershire, na Inglaterra. De acordo com o Censo de 2011, tinha 756 habitantes. Tem uma área de 15,31 km².